# Alsomitra macrocarpa
Яванський огірок (Alsomitra macrocarpa) — вид рослин родини гарбузові.

## Будова
Ліана, що може досягати 30-50 м в довжину. Як і деякі інші ліани листя на початку розвитку рослини (коли вона піднімається з підліску по опорі) відрізняються від нормальних листків (коли рослина досягає рівня намету лісу). Плід у формі дзвону розміром з футбольний м'яч (300 мм в діаметрі). Він дозріває підвішений на висоті намету лісу. Насіння крилатка у формі дельтаплана оснащене двома напівпрозорими придатками. Випадаючи із зрілого плоду здатне пролітати значну відстань від місця зростання батьківської рослини.

## Поширення та середовище існування
Зростає на Малайському архіпелазі.